# Buôn Choáh
Buôn Choáh là một xã thuộc huyện Krông Nô, tỉnh Đắk Nông, Việt Nam.

## Địa lý
Xã Buôn Choáh nằm ở phía đông huyện Krông Nô, có vị trí địa lý:
- Phía tây giáp các xã Nam Đà và Đắk Drô
- Các phía còn lại giáp tỉnh Đắk Lắk với ranh giới là sông Krông Nô và sông Srêpốk.

Xã có diện tích 52,50 km², dân số năm 1999 là 1.829 người, mật độ dân số đạt 35 người/km².

## Hành chính
Xã Buôn Choáh được chia thành 5 thôn: Buôn Choah, Cao Sơn, Thanh Sơn, Ninh Giang, Bình Giang.

## Lịch sử
Xã Buôn Choáh được thành lập vào ngày 18 tháng 11 năm 1996 trên cơ sở 5.250 ha diện tích tự nhiên và 2.450 người của xã Nam Đà.
Ngày 30 tháng 9 năm 2019, Hội đồng Nhân dân tỉnh Đắk Nông ban hành Nghị quyết 24/NQ-HĐND về việc:
- Sáp nhập một phần thôn Nam Tiến vào thôn Cao Sơn
- Sáp nhập phần còn lại thôn Nam Tiến vào thôn Thanh Sơn.